# Marsha Mason
Marsha Mason, född 3 april 1942 i St. Louis i Missouri, är en amerikansk skådespelare.

## Biografi
Mason har nominerats till fyra Oscars i kategorin Bästa kvinnliga huvudroll: 1974 för Sjömannen och gatflickan, 1978 för sin roll i Sa jag adjö när jag kom?, 1980 för Andra gången gillt och slutligen 1982 för Bara när jag skrattar. Hon har även vunnit två Golden Globe Awards för de två förstnämnda filmerna.
Mellan 1973 och 1983 var hon gift med dramatikern och manusförfattaren Neil Simon som skrev manus till tre av de filmer Mason Oscarnominerats för.

## Filmografi i urval
- 1973 – Sjömannen och gatflickan
- 1973 – Blume in Love
- 1977 – Sa jag adjö när jag kom?
- 1977 – Audrey Rose
- 1978 – Snacka om deckare, alltså!
- 1979 – Andra gången gillt
- 1981 – Bara när jag skrattar
- 1983 – Massor av dollar
- 1986 – Heartbreak Ridge
- 1989 – Middag klockan åtta
- 1990 – Allt för sin image
- 1990 – Stella - Ensam mor
- 1991 – Släng dig i väggen, Fred!
- 1994 – I Love Trouble
- 1995 – I sista sekunden
- 1995 – Rättvisans pris
- 1997–1998 – Frasier (TV-serie) (sex avsnitt)
- 2001 – I skuggan av Judy Garland
- 2004 – Kärlek & fördom
- 2010–2013 – The Middle (TV-serie) (sex avsnitt)
- 2016–2019 – Grace and Frankie (TV-serie)

## Teater

### Roller
| År   | Roll        | Produktion                 | Regi         | Teater                                |
| ---- | ----------- | -------------------------- | ------------ | ------------------------------------- |
| 1973 | Medverkande | The Good Doctor Neil Simon | A. J. Antoon | Eugene O'Neill Theatre, New York, USA |